# 费尔南多·加西亚·德科塔萨尔
费尔南多·加西亚·德科塔萨尔-鲁伊斯·德阿吉雷（西班牙語：Fernando García de Cortázar y Ruiz de Aguirre，1942年9月4日—2022年7月3日），西班牙历史学家，德乌斯托大学名誉教授，皇家历史学院通讯院士。

## 生平
1942年9月4日生于巴斯克地区毕尔巴鄂。1959年8月加入耶稣会。曾就读于萨拉曼卡大学和马德里自治大学，师从米格尔·阿托拉·加列戈。后在德乌斯托大学哲学与文学学院任教，1981年至1982年担任院长。长期从事巴斯克历史以及西班牙文化艺术史研究。1993年合著《西班牙简史》。2003年获授西班牙宪法功绩勋章。2008年出版的《从艺术角度看西班牙历史》获得西班牙国家历史奖。2022年6月30日因腹膜炎在马德里住院治疗，7月3日因手术后并发症抢救无效逝世。